# Mitterwies
Mitterwies ist ein Ortsteil der oberbayerischen Gemeinde Gauting.
Mitterwies liegt westlich des Ortsteils Unterbrunn und der Staatsstraße 2069. Es besteht nur aus wenigen Gebäuden und ist von Feldern umgeben. Die Einwohnerzahl der Einöde ist seit über 100 Jahren gleichbleibend: 1871 (5), 1925 (8), 1950 (6), 1970 (5), 1987 (6). Nördlich von Mitterwies im Unterbrunner Holz befindet sich ein Wasserschutzgebiet mit Brunnenanlagen, das nach Plänen des Landratsamt über das Gebiet von Mitterwies bis nach Mamhofen erweitert werden soll.
In Mitterwies hat die „Gülleverschlauchung Bayern GbR“ ihren Sitz, die sich nach eigenen Angaben der umweltverträglicheren Gülleverschlauchung verschrieben haben.
Ein nahegelegener Acker wird in Zusammenarbeit mit dem Bund Naturschutz für Blühpatenschaften verwendet. Das Projekt läuft seit 2020 und umfasst fünf Hektar.